# Saprinus australis
Saprinus australis är en skalbaggsart som först beskrevs av Jean Baptiste Boisduval 1835.  Saprinus australis ingår i släktet Saprinus och familjen stumpbaggar. Inga underarter finns listade i Catalogue of Life.